# Incendios forestales de Córdoba de 2013
Los incendios forestales de Córdoba de 2013 fueron una seguidilla de focos ígneos en las zonas de bosques y rurales de la provincia de Córdoba (Argentina). Estos, son los más graves en lo que va de la década de 2010, ya que se estima que hacia el día de 12 de septiembre de 2013 eran 40 000 las hectáreas quemadas, la mayoría de ellas en zonas de bosques y pastizales de las sierras de Córdoba. Los valles más afectados fueron tres: el de Punilla, el de Paravachasca y el de Calamuchita. Estos se iniciaron el 6 y finalizaron el 12 de septiembre de 2013.
Los incendios forestales en la provincia son muy comunes en invierno por los pastizales secos y que, a causa de la acción del hombre (porque prácticamente durante la época no llueve), estos se incendian provocando la quema de cientos de hectáreas. Pero, a diferencia de otros incendios, los del año 2013 fueron los más graves de la historia.

## Antecedente
Las zonas en cuestión son anualmente afectadas por incendios forestales. Pero fue el ocurrido 2013 fue el de mayor gravedad ya que afectó seriamente a los valles de Calamuchita, Paravachasca y Punilla.
Entre los meses de octubre y noviembre de 2012, la zona de La Cumbrecita, Athos Pampa, Intiyaco, Villa Berna, Villa Alpina y Yacanto fueron afectados por tres temporales que incluyeron vientos huracanados, y generaron la caída de más de un millón de pinos en la zona.
El año 2012 fue uno de los que menos hectáreas quemadas tuvo en las últimas dos décadas, y dada la situación ocurrida en la zona alta del valle de Calamuchita, se anunciaba que 2013 iba a representar un alto riesgo en incendios ya que la madera de los árboles caídos iban a estar secos para el fin de la época invernal.
Pero esta advertencia se había dado ya a finales del año anterior, luego de los temporales, cuando el Foro de los Ríos pidió al Gobierno provincial que se declare "zona de desastre ambiental" ante el altísimo riesgo que presentaban.

## Situación
El día 6 de septiembre, por negligencia humana, se inició un incendio en el paraje Sol de Mayo, en el departamento Calamuchita. Las ráfagas de viento ―que superaban los 70 kilómetros por hora― hicieron que las llamas se trasladaran hacia distintas direcciones, llegando el 7 de septiembre a la localidad de San Miguel de los Ríos. Luego avanzó hacia Villa Alpina donde se acercó a la localidad el 8 de septiembre, y al día siguiente, avanzó sin control hasta Yacanto de Calamuchita, donde quemó 30 casas y cabañas, dejando sitiado al pueblo ya que todos sus servicios (telefonía, agua y energía eléctrica) quedaron afectados.
Hacia el 9 de septiembre, eran veinte los focos que afectaban las serranías y campos de la provincia. Mientras los de Calamuchita tomaban intensidad, el Valle de Punilla era afectado por unos tres focos, a la vez que el sector este de las Sierras Chicas eran azotados por cinco focos ígneos mientras que otros dos se daban en la zona del Valle de Paravachasca. A la vez, Vicuña Mackenna y Pilar, fuera de las sierras, contaban incendios en sus zonas rurales.
El 10 de septiembre fue el día más arduo: veintidós eran los incendios que se contaban, sumado a que casi una decena se habían iniciado tres días antes y aun tomaban intensidad, se dividían en cinco focos que afectaban campos rurales fuera del área montañosa; tres focos en el área de las sierras bajas del cordón de Comechingones; seis en Calamuchita; otros seis en Paravachasca; dos en Punilla; y uno que aun permanecía activo en Salsipuedes. Un incendio, que no fue contabilizado como parte del drama de las sierras, se dio en la Reserva Natural General San Martín de la ciudad capital.
Por su parte, en pleno combate del incendio, un fuerte sismo de 5 grados Richter, con epicentro en el valle de Calamuchita, afectó a buena parte de la provincia.

## Zonas afectadas[5]
| Zona                   | Localidades afectadas y/o amenazadas |
| ---------------------- | --- |
| Valle de Punilla       | - Santa María de Punilla - La Falda - Cosquín - Bialet Massé - Villa Carlos Paz |
| Sierras Chicas (Este). | - Ascochinga - La Granja - Salsipuedes - Río Ceballos - Jesús María |
| Valle de Paravachasca  | - Falda del Carmen - Alta Gracia - Villa La Bolsa - Villa Los Aromos - La Serranita - Villa Ciudad de América - Potrero de Garay - José de la Quintana |
| Valle de Calamuchita   | - San Miguel de los Ríos - Villa Yacanto - Villa Alpina - El Durazno - Villa Amancay - Villa del Dique - Villa Rumipal |
| Valle de Traslasierra  | - San Javier |
| Otras zonas            | - Dpto. Río Cuarto - Vicuña Mackenna - La Carolina El Potosí - Las Albahacas - Alpa Corral - Despeñaderos (Dpto. Santa María - Alejandro Roca (Dpto. Juárez Celman). - Pilar (Dpto. Río Segundo). - Los Pozos (Dpto. Ischilín). - Departamento Capital - Reserva Natural General San Martín - Bajo Grande |

## Consecuencias

### Heridos e impacto ambiental
Se contaron varios heridos, algunos de ellos de gravedad: un bombero de Santa Rosa de Calamuchita, sufrió quemaduras con ácido en su rostro cuando explotó una batería de uno de los camiones; un hombre entró en terapia intensiva luego de que fuera alcanzado por un pino que se desplomó cuando intentaba sofocar un foco en cerca de Villa Yacanto; otro damnificado en esta zona, se registró en Villa Alpina, cuando el dueño de un complejo de cabañas que recorría la zona afectada en un cuatriciclo sufrió un golpe en su cabeza, por una rama que desprendió de un árbol; en la misma zona, otro vecino sufrió traumatismos de cráneo y tórax al caerle un tronco cuando intentaba luchar contra el incendio en su complejo de cabañas, recibendo asistencia respiratoria; mientras que un joven sufrió quemaduras en el 38 % de su cuerpo cuando se incendió su casa de Salsipuedes, y debió ser asistido en coma farmacológico y con respiración asistida.
Mientras, durante el combate, varios bomberos fueron mordidos y envenenados por víboras serranas, mayormente de la especie yarará. Se desconoce cuántos fueron picados, aunque se informó que todos los casos fueron controlados.
Una cuarentena de casas se han incendiado, la gran mayoría en la zona de Yacanto y 500 personas fueron evacuadas en la gran mayoría de las zonas.
Cuarenta mil son las hectáreas incendiadas, según datos oficiales.

### Impacto a la economía regional
Económicamente, los daños abarcan a diferentes actividades e instalaciones, entre las que se cuentan la ganadería, aserraderos, viviendas, infraestructura turística, recursos forrajeros y forestales. A esto habrá que agregar caídas en la oferta de trabajo y el empleo en los sectores afectados. El período crítico de la salida del invierno y los incendios dejarán a los campos ganaderos con un gran déficit forrajero donde también hubo que lamentar la pérdida y mortandad de ganado.
Hay aserraderos quemados y las pérdidas son millonarias, sobre todo en materia prima y bosques en pie, según la comisión forestoindustrial de la Cámara de la Madera de Córdoba. Aunque la evaluación de las pérdidas no será inmediata, según cálculos preliminares la superficie con pinares alcanzada por las llamas supera las 20 mil hectáreas y una porción aún desconocida de esa superficie es de bosques implantados. En la provincia, son 35 mil las hectáreas de bosques implantados. En la zona de las plantaciones operan unos 30 aserraderos que procesan unas mil toneladas diarias de troncos de pino y ocupan a unos 700 operarios directos. En el sector calculan que la demanda de mano de obra podría caer a la mitad.
En Intiyaco, una de las localidades afectadas, la estimación en muerte de bovinos, ovinos y equinos es alta. Los establecimientos de la zona, en su gran mayoría de pequeños y medianos productores, tuvieron pérdidas de animales y de instalaciones, entre las que se contabilizan aguadas, corrales y alambrados. Algunos productores, a quienes el avance del fuego les dio tiempo, pudieron movilizar sus animales hacia zonas más alejadas.

## Reacciones
El 9 de septiembre de 2013, en Córdoba capital, la Municipalidad decretó emergencia ambiental por el humo y las cenizas que afectaban a la ciudad producto de los incendios, que también afecto un campo de la planta Bajo Grande de dicha urbe.
Desde el Gobierno de la provincia de Córdoba, se desarrolló un plan de reconstrucción para las zonas afectadas por el fuego. Dicho plan contempla la declaración de "zona de desastres" a los distritos afectados, e incluye la reconstrucción de viviendas incendiadas, distintas acciones a pos de la recuperación productiva, la rehabilitación de servicios públicos e infraestructura y la remediación ambiental.
Desde el Gobierno nacional argentino, anunciaron la "duplicación" en montos de jubilaciones, asignaciones universal por hijo y embarazo, seguro de desempleo y el salario familiar, durante tres meses para las personas afectadas. Desde la Ansés (Administración Nacional de la Seguridad Social) se indicó que también se asignará de manera automática créditos para la construcción y refacción de viviendas, en el marco del programa PRO.CRE.AR, y también se entregarán préstamos para los jubilados.